# BIM del Chiese
Il termine è una abbreviazione per il Bacino imbrifero montano del fiume Chiese.
Si tratta della denominazione fissata nello statuto dell'ente pubblico in "Consorzio dei comuni della provincia di Trento compresi nel bacino imbrifero montano del fiume Chiese - sede Condino."
Il ministero dei lavori pubblici con decreto 14 dicembre 1954 dispose la delimitazione del bacino imbrifero montano del Chiese, comprendendo i comuni delle province di Trento e di Brescia. La costituzione del consorzio dei comuni in provincia autonoma di Trento avvenne su richiesta dei comuni con decreto del Presidente della Giunta regionale del Trentino-Alto Adige del 29 dicembre 1955 n. 127 fra i comuni di Bondone, Storo, Condino, Brione, Castel Condino, Prezzo, Pieve di Bono, Bersone, Praso, Daone, Lardaro, Roncone, che appartengono alla Valle del Chiese per l'intero territorio e Tiarno di Sopra e per la parte del loro territorio che ricade nel bacino imbrifero del Chiese. Questo ultimo comune fa parte anche del Bim del Sarca per la parte di territorio compreso nel bacino imbrifero montano del fiume Sarca. Nella prima riunione dell'assemblea generale del consorzio neocostituito tenutasi in data 11 aprile 1956 venne eletto il primo consiglio direttivo e il primo presidente.
Lo scopo sociale del consorzio è stabilito nell'art. 2 dello statuto: «Il Consorzio si prefigge lo scopo esclusivo di favorire il progresso economico e sociale delle popolazioni e del territorio del Bacino imbrifero montano del Chiese, impiegando i proventi dei sovracanoni che gli sono attribuiti in base alla Legge 27.12.1953, n. 959, nonché l'energia elettrica in sostituzione parziale o totale dei sovracanoni stessi. Il Consorzio assume inoltre le funzioni di Consorzio di bonifica montana ai sensi dell'art. 30 della legge 25 luglio 1952, n. 991, e successive modificazioni, per l'applicazione di ogni norma di legge riguardante la bonifica montana».

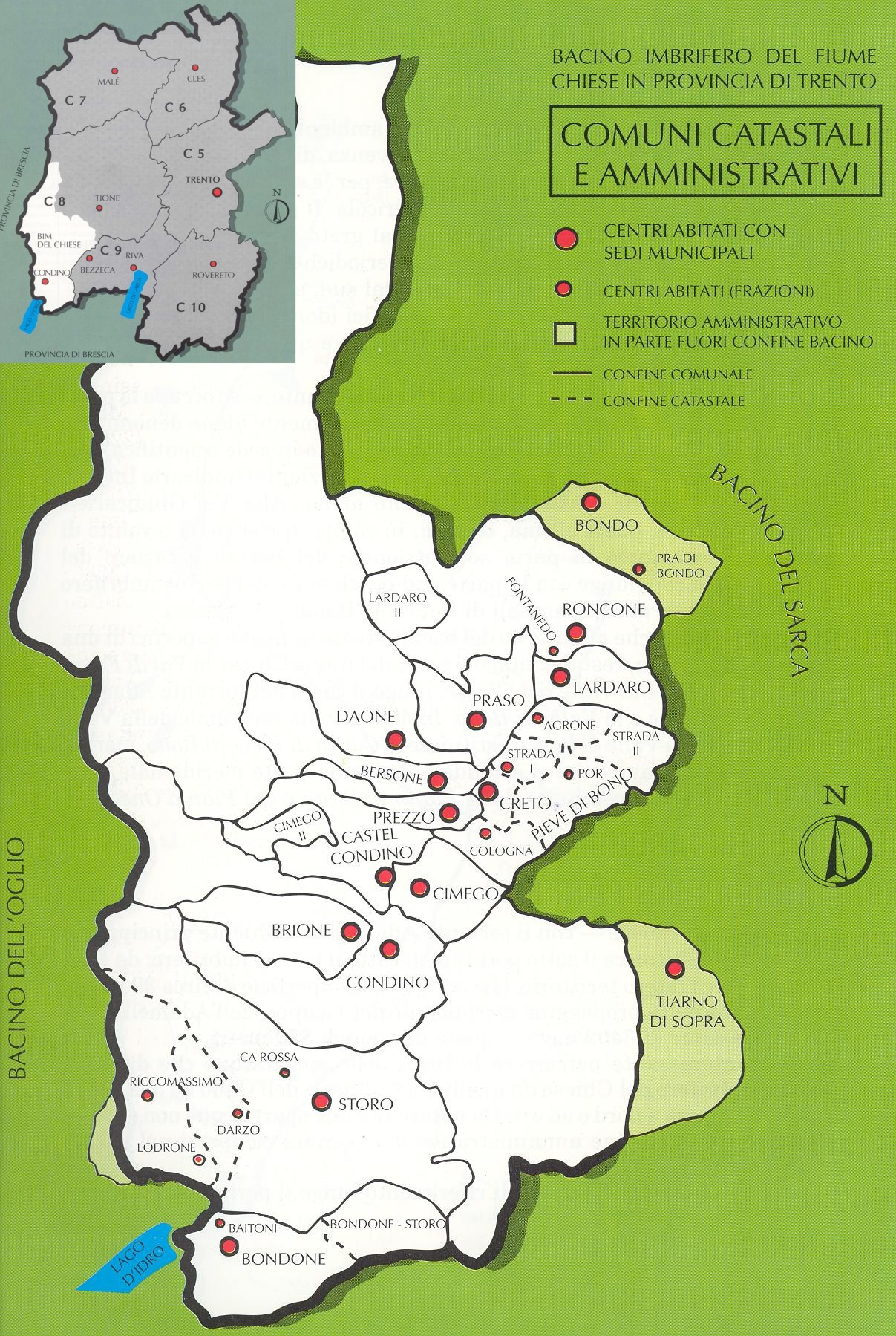
I territori amministrativi e catastali dei comuni trentini compresi nel BIM del Chiese con la localizzazione nel Trentino occidentale

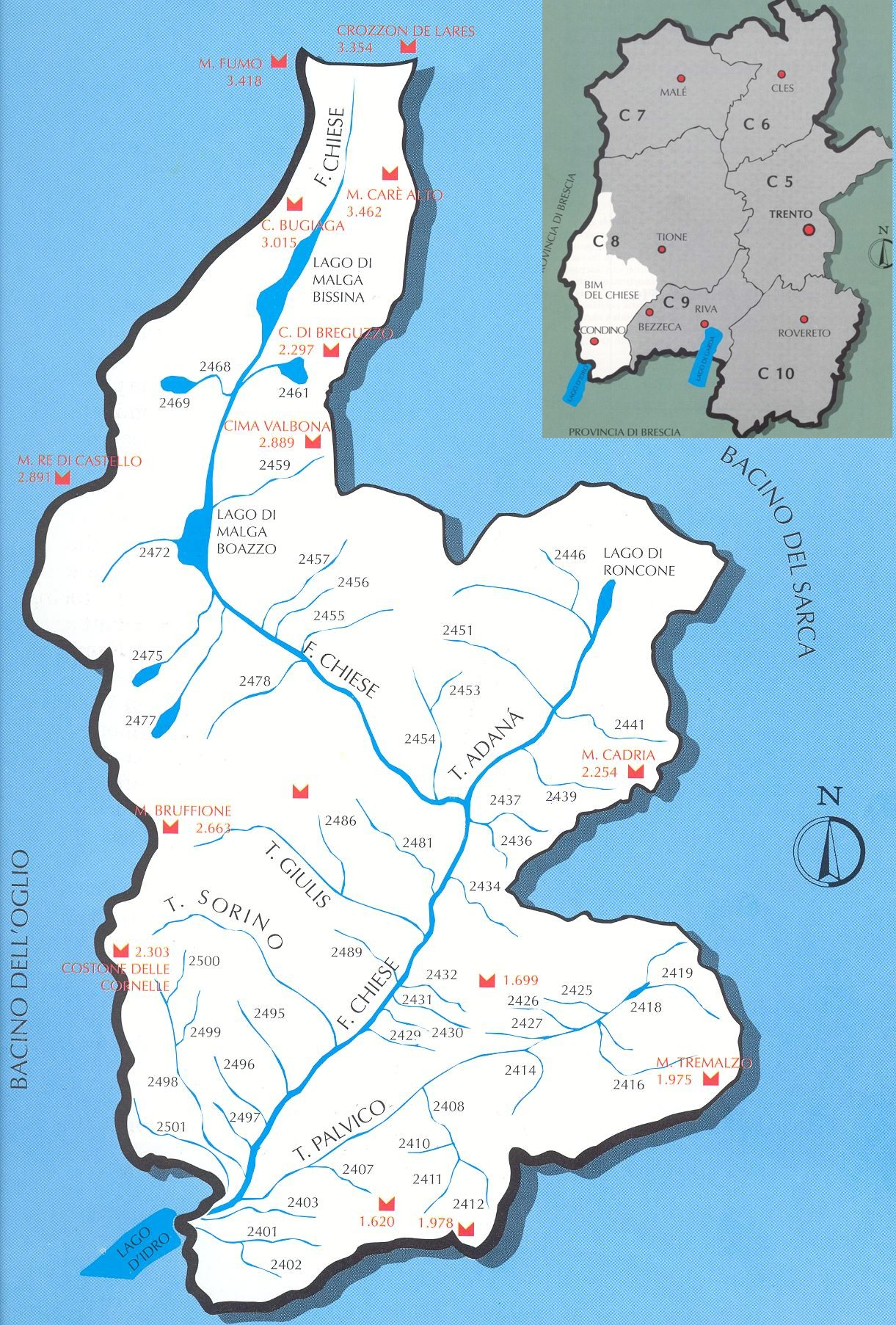
I corpi idrici che compongono il bacino imbrifero del fiume Chiese in territorio trentino con localizzazione nel Trentino occidentale. I numeri accanto ai corsi d'acqua sono quelli attribuiti dal R.D. 15 gennaio 1942